# Distrito de Anse-d'Hainault
El distrito de Anse-d'Ainault (en francés arrondissement d'Anse-d'Ainault; y en criollo haitiano: awondisman Ansdeno) es una división administrativa haitiana, que está situada en el departamento de Grand'Anse.

## División territorial
Está formado por el reagrupamiento de tres comunas:
- Anse-d'Hainault
- Dame-Marie
- Les Irois